# سیکاسار
سیکاسار روستایی در سارما پریش ، از مناطق شهرستان ساره در غرب کشور استونی است .